# Chrysler Airflow
La Chrysler Airflow è stata la prima autovettura ad essere disegnata privilegiando l'aerodinamica piuttosto che il design. Era prodotta dal costruttore statunitense Chrysler e commercializzata sia con marchio Chrysler sia con quello De Soto. Alcune serie commercializzate con marchio Chrysler vennero vendute come Chrysler Imperial Airflow.

## Il contesto
Walter Percy Chrysler apparteneva a quella categoria di uomini che rendevano l'espressione "self-made-man" molto più che un luogo comune fra gli statunitensi. Il figlio di un'umile coppia di allevatori non avrebbe mai potuto immaginare che l'ingegno e il proprio lavoro lo avrebbero portato ad accumulare uno dei patrimoni più ingenti di tutti gli Stati Uniti. Dopo aver risanato case automobilistiche come la Willys-Overland e la Maxwell, nel 1924 creò il proprio marchio di automobili: la Chrysler Corporation. Gli ingegneri Fred Zeder, Carl Breer e Owen Skelton, tutti provenienti dalla Maxwell, furono incaricati di tracciare le linee guida delle Chrysler per più di vent'anni. E fu proprio uno di loro, Carl Breer, a convincere Chrysler che costruire un'auto molto aerodinamica poteva portare grandi vantaggi. 
Quando si diede via al progetto, Breer concepì un'auto che opponeva una resistenza all'aria minore del 40% rispetto a tutte le vetture delle case rivali. Il primo prototipo fu chiamato Trifon Special e non deluse le aspettative che si erano create intorno ad esso. Quando nel 1934 iniziò la produzione in serie, l'automobile adottò l'evocativo nome "Airflow". Sebbene si possa affermare che la Chrysler sia stata la pioniera nella costruzione di un'auto con tali caratteristiche, la vettura ebbe un successo piuttosto scarso. Imprese europee, come la Peugeot con la celebre 402 e la Tatra con il modello 77, trovarono un consenso maggiore per i propri modelli.

## La vettura

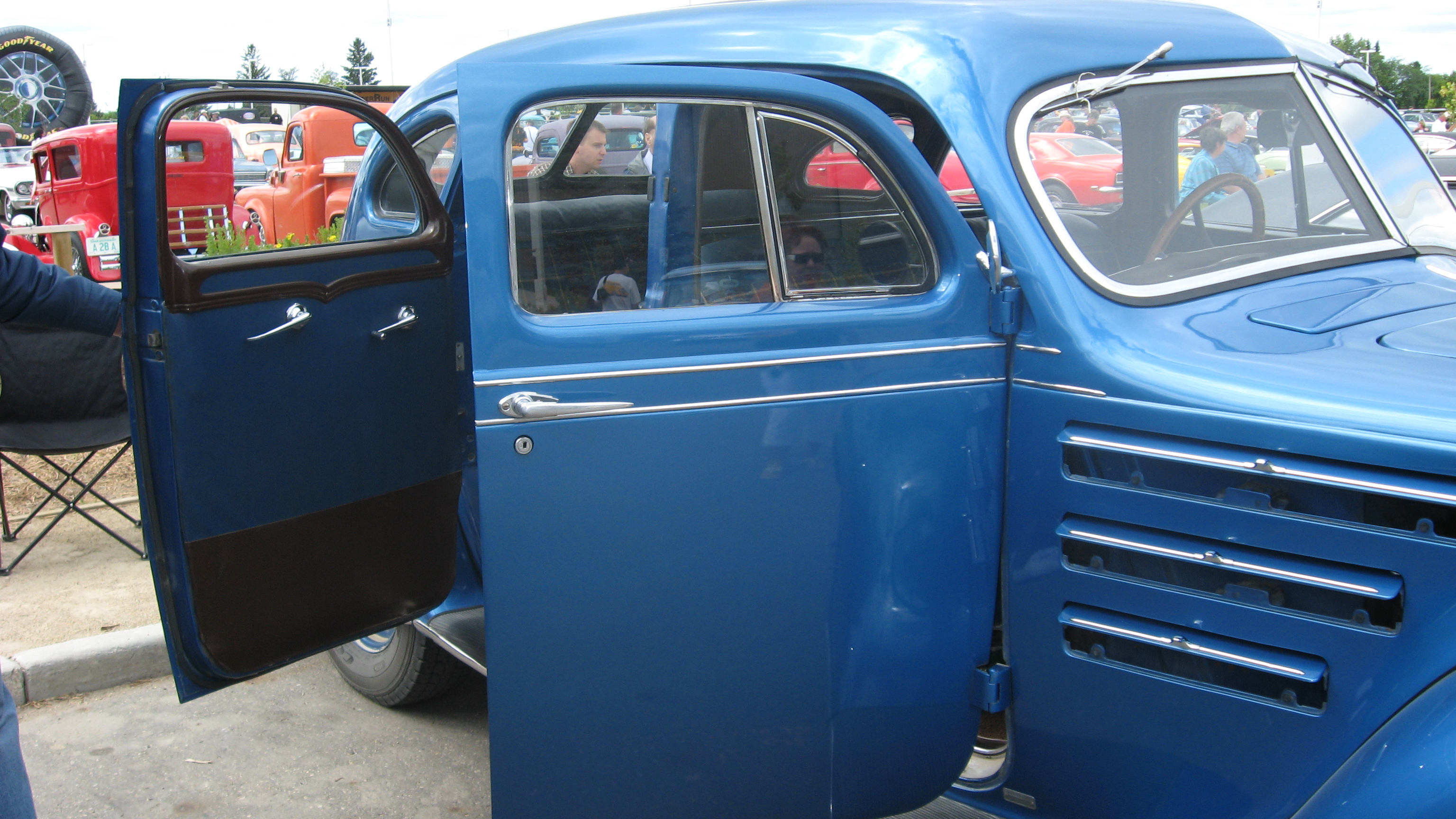
L'apertura delle portiere

L'Airflow, progettata nella galleria del vento, aveva forme che seguivano prettamente criteri aerodinamici, piuttosto che estetici. Questa caratteristica ne pregiudicò il successo, e il modello non ottenne mai i favori dei potenziali acquirenti. La parte più innovativa era quella frontale: i fari si integravano perfettamente con i parafanghi e la griglia del radiatore seguiva le curve del cofano, dalle forme molto morbide, senza alcuna cresta.
Il lunotto posteriore diviso in due fu più che altro un vezzo estetico; la sua dubbia praticità era evidenziata dalle ridotte dimensioni. Altre particolarità erano quelle di avere la carrozzeria che copriva parzialmente le ruote posteriori e quella di avere le portiere posteriori incernierate controvento.
Nella maggior parte delle automobili il motore occupava lo spazio tra l'abitacolo e l'asse anteriore; questa disposizione diminuiva lo spazio a disposizione dei passeggeri e, per migliorare questo inconveniente, il motore della Airflow fu montato sopra l'asse anteriore.
La Airflow fu commercializzata dalla Chrysler, in chiave lussuosa, e dalla De Soto, sottomarca economica della Chrysler. Quella della Chrysler montava un 8 cilindri, mentre quella della De Soto un economico 6 cilindri, entrambi in linea. Nel suo primo anno di vita furono vendute solo 11.292 unità della Chrysler Airflow e 13.940 delle economiche De Soto. Le cifre non migliorarono nemmeno dopo il restyling della parte anteriore e degli interni. Nel 1936, ultimo anno di produzione, furono vendute solo 6.285 Chrysler e 5.000 De Soto.
Oltre che nella versione berlina 4 porte, la Airflow venne resa disponibile anche in versione coupé 2 porte.

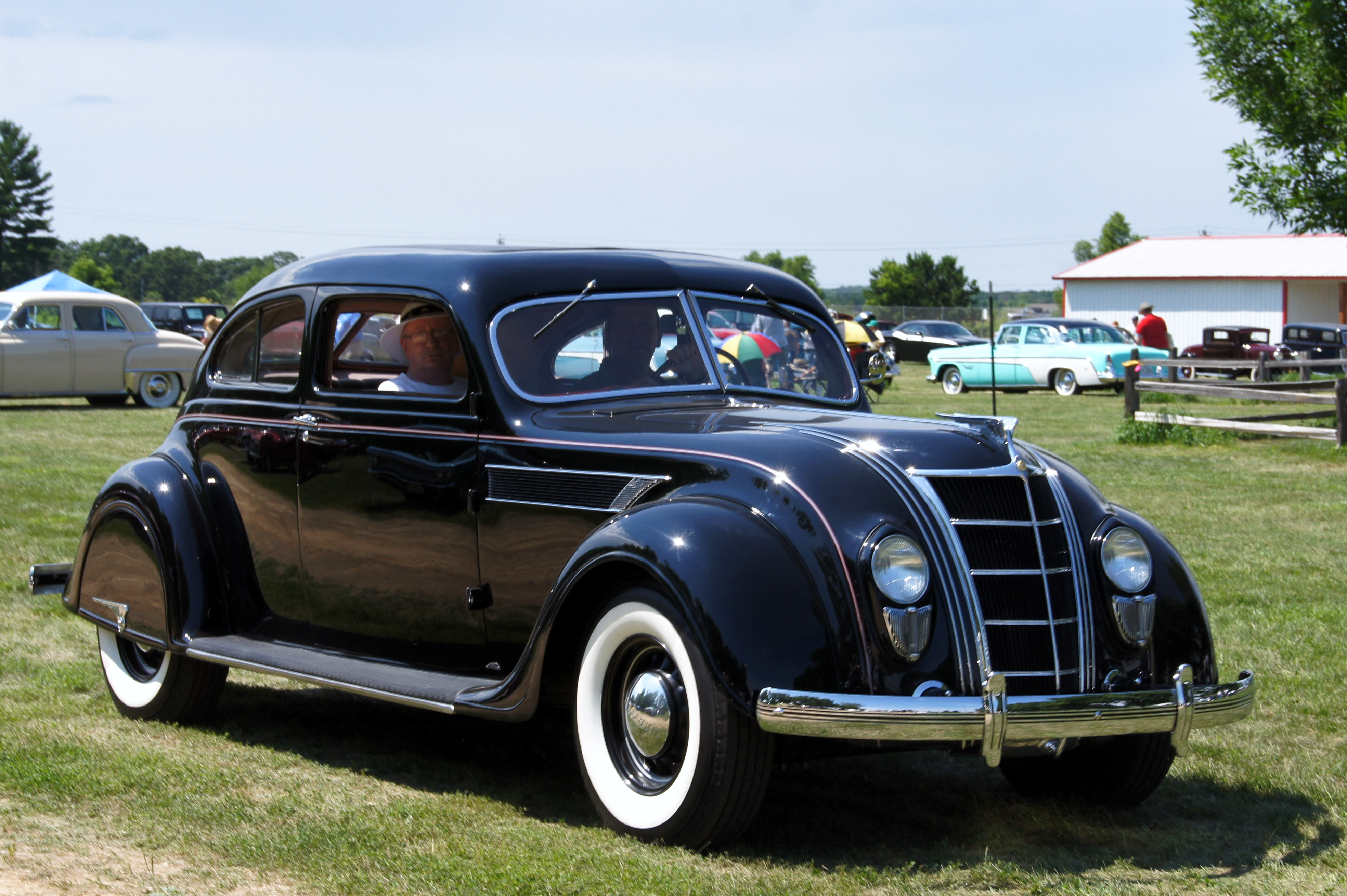
La versione a 2 porte

## Dati tecnici

### Motore e prestazioni
- Posizione: Anteriore
- Configurazione: Cilindri in linea
- Numero dei cilindri: 8
- Cilindrata: 5.300 cm³
- Numero di valvole: 16 (2 per cilindro)
- Potenza: 122cv a 3.400 giri/min
- Alesaggio: 82,6mm
- Corsa: 121,9mm
- Rapporto di compressione: 6,5:1
- Rapporto cv/l: 21,7cv/l
- Lubrificazione: a pompa dell'olio
- Raffreddamento: ad acqua
- Carburante: Benzina
- Velocità massima: 145km/h

### Trasmissione
- Marce: 3
- Trasmissione: Manuale
- Rapporto di riduzione del differenziale: 4,1:0
- Trazione: Posteriore